# Edenbridge
Gli Edenbridge sono un gruppo musicale symphonic metal austriaco attivo dal 1998.
La loro musica include anche elementi provenienti dal power metal, gothic metal, progressive metal e neo-classical metal.

## Storia del gruppo
La band fu formata nel 1998 dal chitarrista e tastierista Lanvall (Arne Stockhammer), dalla sua ragazza, la cantante Sabine Edelsbacher e dal bassista Kurt Bednarsky. Il gruppo fu completato con l'arrivo del batterista Roland Navrati. Gli Edenbridge si misero subito al lavoro e cominciarono a registrare in studio nel 1999. Firmato un contratto con la Massacre Records nello stesso anno, il gruppo pubblicò l'album di debutto Sunrise in Eden nell'autunno del 2000.
La band aggiunse un secondo chitarrista, Georg Adelmann, nel febbraio del 2000, ma rimase nel gruppo per poco tempo. Quando se ne andò nel gennaio 2001, fu sostituito da Andreas Eiblar. Con questi membri, gli Edenbridge pubblicarono l'album Arcana nel 2001. Nel 2002, durante un tour, Bednarsky lasciò la band.
Nel novembre dello stesso anno, vide la luce l'album Aphelion. Il loro successivo album, registrazione di un live, fu pubblicato nel 2004 col nome di A Livetime in Eden, seguito a breve distanza da Shine (ottobre 2004). A questo punto si unì al gruppo un nuovo bassista, Frank Bindig. Nel dicembre dello stesso anno fu Eibler a lasciare la band e fu sostituito da Martin Mayr, divenuto componente fisso della formazione nel giugno del 2005.
Il 19 maggio 2006 uscì il quinto album The Grand Design, registrato al Lanvall's studio Farpoint Station, a cui ha fatto seguito nel 2008 il sesto disco MyEarthDream.
A novembre il bassista Frank Bindig lascia la band per concentrarsi sui suoi nuovi progetti, venendo sostituito dal bassista dei Serenity Simon Holzknecht nell'aprile 2009; alla band si aggiunge anche il chitarrista Dominik Sebastian, con il quale il gruppo aveva già collaborato in precedenza durante il MyEarthDream Tour.
All'inizio di maggio viene pubblicato il disco dal vivo LiveEarthDream, disponibile solo nel numero limitato di 1000 copie, ordinabili dal sito ufficiale della band.
Gli Edenbridge entrano in studio a settembre 2009 per registrare il settimo album, Solitaire, e il fondatore Lanvall ha pianificato di pubblicare il disco verso maggio 2010. L'edizione limitata del disco avra due pezzi in più.

## Formazione
Attuale
- Sabine Edelsbacher – voce (1998-presente)
- Arne "Lanvall" Stockhammer – chitarra, tastiera (1998-presente)
- Dominik Sebastian – chitarra (2009-presente)
- Steve Hall – basso (2022-presente)
- Johannes Jungreithmeier – batteria (2022-presente)

Ex-componenti
- Kurt Bednarsky – basso (1998-2002)
- Georg Adelmann – chitarra (2000-2001)
- Andreas Eibler – chitarra (2001-2004)
- Frank Bindig – basso (2002-2008)
- Martin Mayr – chitarra (2004-2008)
- Roland Navratil – batteria (1998-)
- Simon Holzknecht – basso (2009-)

## Discografia

### Album in studio
- 2000 – Sunrise in Eden
- 2001 – Arcana
- 2003 – Aphelion
- 2004 – Shine
- 2006 – The Grand Design
- 2008 – MyEarthDream
- 2010 – Solitaire
- 2013 – The Bonding
- 2017 – The Great Momentum
- 2019 – Dynamind
- 2022 – Shangri-La

### Album dal vivo
- 2004 – A Livetime in Eden
- 2009 – LiveEarthDream

### Raccolte
- 2007 – The Chronicles of Eden (Greatest Hits)
- 2021 – The Chronicles of Eden Part 2

### Singoli
- 2004 – Shine
- 2006 – For Your Eyes Only